# UDFj-39546284
UDFj-39546284 هو اسم للمجرة الثانية من حيث البعد بعد المجرة جي إن-زد11 , و في الحقيقة هي ليست مجرة واحدة بل مجموعة من عدة مجرات صغيرة (Compact Galaxy) عين انزياحه الأحمر بنحو 10 عند تسجيل اكتشافها في 27 كانون الثاني 2011. ولكن بعد رصدها مجددا بواسطة تلسكوبات هابل وسبيترز الفضائيين، تم تعديل المعلومات عن الانزياح أحمر ليصبح z=11.9 ؛ أي على مسافة 13.37 مليار سنة ضوئية منا، لتتجاوز في بعدها بعد مجرة سبق اكتشافها عنا وهي مجرة MACS0647-JD .
تشاهد هذه المجرة في كوكبة الكور في النصف الشمالي للسماء ,مطلع مستقيم هذه المجرة 3 ساعات و32 دقيقة و39.54 ثانية، وميلها -27° 46′ 28.4″ , أما القدر الظاهري فيقدر بحوالي 30.1 طبقا لدرجة لمعانها.

## صفاتها

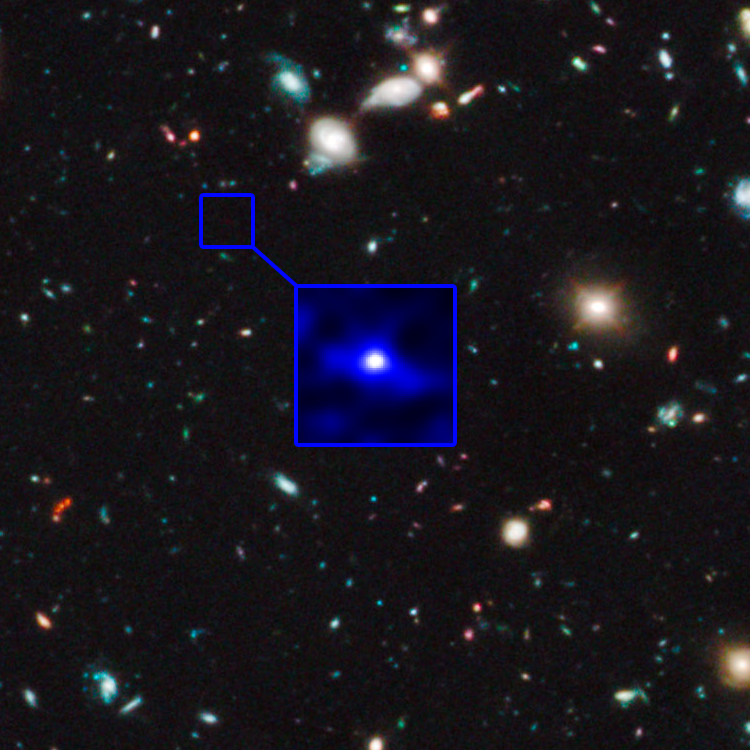
UDFj-39546284

لانزياح أحمر مقداره z=10 يحتاج الضوء 2و13 مليار سنة لكي يصلنا من UDFj-39546284 ، فكان عمر الكون عند خروج شعاع الضوء منها في طريقه إلينا نحو 480 مليون سنة من بعد نشأته أثناء الإنفجار العظيم. بهذا تعتبر المجرة UDFj-39546284 أحد المجرات الأولى التي نشأت في الكون . وكانت مجهودات الفلكيين قبل عام 2011 قد أدت إلى اكتشاف عدد كبير من المجرات الأولى التي نشأت نحو 650 مليون سنة بعد الإنفجار العظيم. وإذا ثبتت معلوماتنا عن المجرة UDFj-39546284 فهي تكون بذلك المجرة الوحيدة المكتشفة التي هي أقدم من المجرات الأخرى . في ذلك الزمن القديم يبدو أن عدد المجرات والنجوم قد تزايد بسرعة كبيرة .
وطبقا لنظرية نشأة الكون أن نجوما ومجرات صغيرة بدأت في التكون في باديء الأمر من سحابة من الهيدروجين (بنسبة 77% والهيليوم (بنسبة نحو 23%). ثم اندمجت المجرات الصغيرة مع بعضها البعض تحت تأثير قوة الثقالة مكونة مجرات كبيرة مثلما نشاهده اليوم في مجرتنا ومجرات أخرى قريبة منا مثل المرأة المسلسلة.

## وصلات خارجية
- موقع الكون في الإنترنت.